# Драјсбах (Вестервалд)
Драјсбах (њем. Dreisbach) град је у њемачкој савезној држави Рајна-Палатинат. Једно је од 192 општинска средишта округа Вестервалд. Према процјени из 2010. у граду је живјело 607 становника. Посједује регионалну шифру (AGS) 7143216.

## Географски и демографски подаци
Драјсбах се налази у савезној држави Рајна-Палатинат у округу Вестервалд. Град се налази на надморској висини од 440 метара. Површина општине износи 4,6 km². У самом граду је, према процјени из 2010. године, живјело 607 становника. Просјечна густина становништва износи 131 становника/km².